# Mesegar de Corneja
Mesegar de Corneja – gmina w Hiszpanii, w prowincji Ávila, w Kastylii i León, o powierzchni 10,29 km². W 2011 roku gmina liczyła 77 mieszkańców.